# Fortuna Düsseldorf
Düsseldorfer Turn- und Sportverein Fortuna 1895 e.V. ali na kratko Fortuna Düsseldorf je nemški nogometni klub iz mesta Düsseldorf. Ustanovljen je bil 5. maja 1895 in trenutno igra v 2. Bundesligi, z začetkom sezone 2018/19 pa bo igral v Bundesligi.
Fortuna Düsseldorf z domačih prvenstev drži en naslov prvaka (1933) in en naslov podprvaka (1936) nemškega prvenstva (predhodnika Bundeslige), en naslov prvaka zahodnega nemškega prvenstva (1931), 5 naslovov prvaka Berg Mark Lige (1927, 1929, 1931, 1933, 1947), 5 naslovov prvaka Gaulige Niederrhein (1936, 1937, 1938, 1939, 1940), en naslov prvaka 2. Bundeslige (1989), en naslov prvaka zahodne regionalne lige (1966), en naslov prvaka Oberlige Nordrhein (1994), 2 naslova prvaka (1979, 1980) in 5 naslovov podprvaka (1937, 1957, 1958, 1962, 1978) Nemškega Pokala ter 5 naslovov prvaka Pokala Zahodne Nemčije (1956, 1957, 1958, 1962, 1971). Z evropskih tekmovanj pa so vidnejši uspehi Fortune Düsseldorf doseg finala Evropskega pokala pokalnih zmagovalcev leta 1979, trikratni naslov prvaka Pokala Intertoto (1967, 1984, 1986), naslov prvaka Łódź Turnirja (1996) in naslov prvaka Pokala Ciudad de Palma (1989).
Domači stadion Fortune Düsseldorf je Esprit Arena, ki sprejme 54.600 gledalcev. Barvi dresov sta bela in rdeča. Nadimek nogometašev pa je Flingeraner.